# Svetlana Koroljova
Svetlana Jurjevna Koroljova (russisk: Светлана Юрьевна Королёва ; født 12. februar 1983) er en russisk model og skønhedsdronning, vinder af Miss Rusland i 2002 og Miss Europa 2002. I Miss Rusland repræsenterede hun sin hjemby Petrosavodsk. I Miss Europa den 29. december 2002, som dette år blev afholdt uden for Europa i Beirut, Libanon, blev Svetlana kåret som den smukkeste blandt 35 deltagere og kronet af Miss Frankrigs Elodie Gossuin, forrige års vinder. Hun har en tvillingesøster, Irina, født ti minutter tidligere og har uddannelse fra en teknisk skole i Petrosavodsk.